# Diana Kinnert

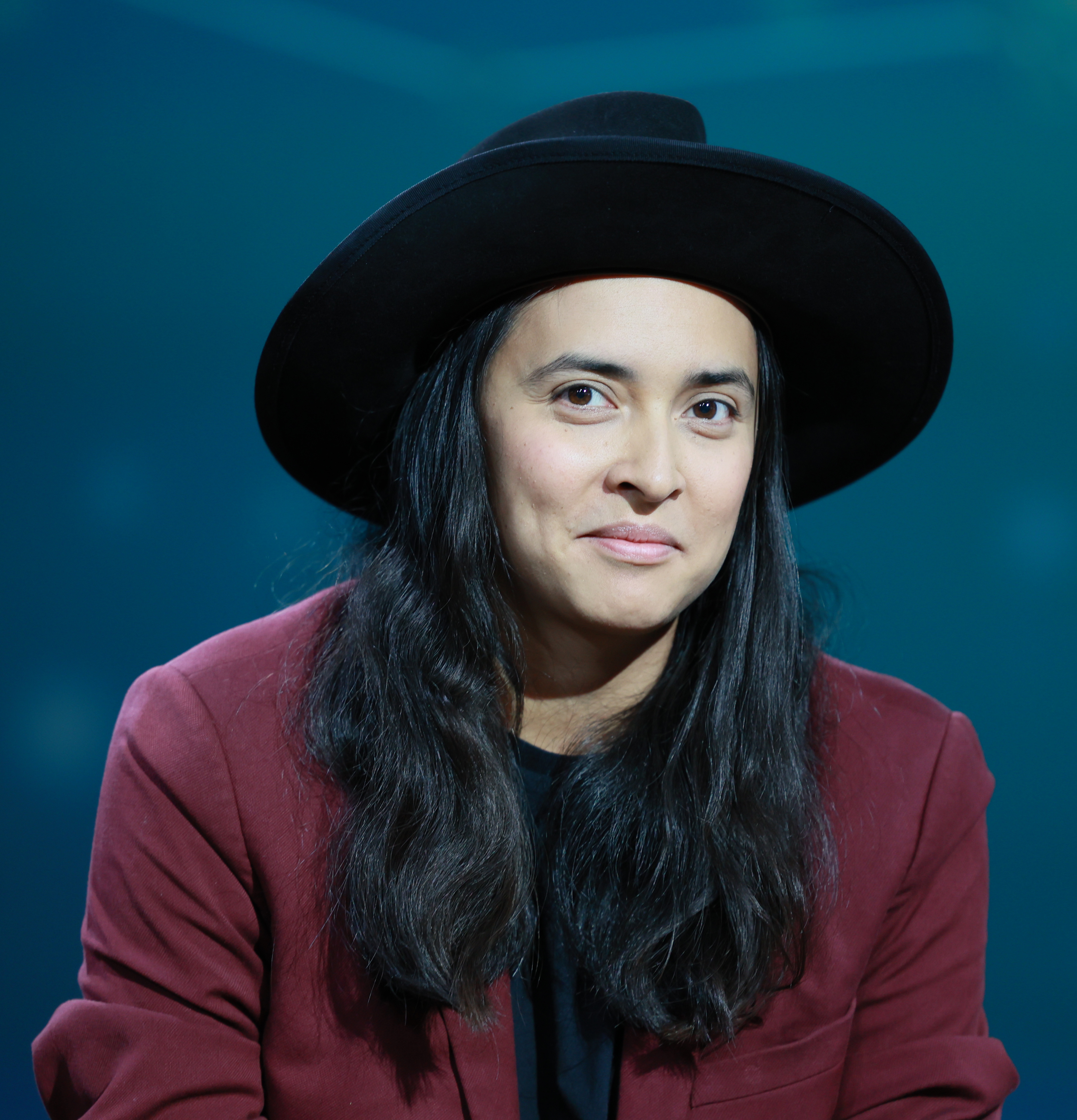
Diana Kinnert (2023)

Diana Kinnert (* 16. Februar 1991 in Wuppertal-Elberfeld) ist eine deutsche Publizistin.

## Werdegang
Kinnert wuchs in Wuppertal als Tochter eines Spätaussiedlers aus Schlesien, der als Justizvollzugsbeamter arbeitete, und einer philippinischen Migrantin auf. Sie studierte Politikwissenschaft und Philosophie in Göttingen, Amsterdam, Köln und Berlin. Das Studium an der Universität Göttingen schloss Kinnert 2013 mit dem Bachelor of Arts ab.
Nach eigenen Angaben war sie in ihrer Jugend für Amnesty International und Greenpeace aktiv. 2009 trat sie im Alter von 17 Jahren in die CDU ein. Nach Eigenangaben war sie zwischen 2015 und 2016 Büroleiterin des damaligen Bundestagsvizepräsidenten Peter Hintze. Unter CDU-Generalsekretär Peter Tauber war sie Mitglied der parteilichen Reformkommission.
Kinnert war von 2013 bis 2015 Mitglied im Jugendbeirat der Konrad-Adenauer-Stiftung und Botschafterin der Stiftung für die Rechte zukünftiger Generationen. Sie ist außerdem für den Tabakkonzern Philip Morris tätig.
Nach Eigenangaben ist Kinnert als Politikerin tätig, hat jedoch weder ein Amt noch ein Mandat inne.

## Plagiatsvorwürfe
In ihren Büchern Für die Zukunft seh’ ich schwarz (2017) und Die neue Einsamkeit (2021) fand der Plagiatsgutachter Stefan Weber im Mai 2022 nach eigenen Angaben mehr als 200 Passagen, die Kinnert bei Publizisten wie Ulf Poschardt und Leander Scholz sowie aus Wikipedia wörtlich abgeschrieben habe. Bei vielen Plagiatsstellen seien demnach auch Verletzungen der Urheberrechte der betroffenen Autoren anzunehmen.
Die Hardcover- und Taschenbuch-Ausgaben ihres mit Marc Bielefeld verfassten Buchs Die neue Einsamkeit wurden daraufhin vom Verlag aus dem Verkauf genommen. In dem Buch wurden auf 201 der insgesamt 444 Seiten Plagiate nachgewiesen. Auf Anfrage der FAZ zu den Vorwürfen entschuldigte sich Kinnert und räumte ein, nicht sorgfältig gearbeitet zu haben. Dies sei jedoch nach eigener Aussage, „nicht mutwillig“ geschehen: „Bei der Recherche mag ich Textteile vermischt haben, Quellen in Entwurfsdateien kopiert haben, angenommen haben, dass ich schon korrekt paraphrasiert hatte.“
Der Journalist Jochen Zenthöfer drückte seine Verwunderung aus, dass keinem der zahlreichen positiven Rezensenten, vor allem in öffentlich-rechtlichen Medien, die deutlichen Hinweise auf fehlende eigene geistige Leistungen aufgefallen seien.

## Bücher
- mit Marc Bielefeld: Die neue Einsamkeit. Und wie wir sie als Gesellschaft überwinden können. Hoffmann und Campe, Hamburg 2021, ISBN 978-3-455-01107-4.
- Für die Zukunft seh’ ich schwarz. Rowohlt, Reinbek 2017, ISBN 978-3-499-63237-2.
- mit Wolfgang Gründinger und Martin Speer (Hrsg.): Das Zukunftsmanifest. Rowohlt, Reinbek 2013, ISBN 978-3-644-02991-0.